# Parafia Świętych Apostołów Filipa i Jakuba w Dobracicach
Parafia Świętych Apostołów Filipa i Jakuba w Dobracicach – parafia rzymskokatolicka znajdująca się w Dobracicach, w kraju morawsko-śląskim w Czechach. Należy do dekanatu Frydek diecezji ostrawsko-opawskiej.
Oprócz Dobracic do parafii należą Wojkowice.

## Historia
Zanim w Dobracicach powstał kościół miejscowość podlegała parafii w Domasłowicach. Kościół w Dobracicach budowano od 1863, a 8 października 1865 została poświęcona przez cieszyńskiego wikariusza generalnego Antoniego Helma. W 1868 została dokończona budowa probostwa, w którym zamieszkał pierwszy proboszcz Martin Jiřičný.
Po I wojnie światowej Dobracice znalazły się w granicach Czechosłowacji, wciąż jednak podległe były diecezji wrocławskiej, pod zarządem specjalnie do tego powołanej instytucji zwanej: Knížebiskupský komisariát niský a těšínský. Kiedy Polska dokonała aneksji tzw. Zaolzia w październiku 1938 miejscowość została przecięta granicą państwową, jednak budynki kościoła i probostwa znalazły się po polskiej stronie i parafię jako jedną z 29 włączono do diecezji katowickiej, a 1 stycznia 1940 z powrotem do diecezji wrocławskiej. Wówczas też parafia przejęta została przez dekanat jabłonkowski. W 1947 obszar ten wyjęto ostatecznie spod władzy biskupów wrocławskich i utworzono Apostolską Administraturę w Czeskim Cieszynie, podległą Watykanowi. W 1978 obszar Administratury podporządkowany został archidiecezji ołomunieckiej. W 1996 wydzielono z archidiecezji ołomunieckiej nową diecezję ostrawsko-opawską.